# Никитин, Сергей Юрьевич
Сергей Юрьевич Никитин (род. 11 ноября 1975, Ленинград) — российский спортсмен, борец, специалист по боевым искусствам, тренер, режиссёр и продюсер. Чемпион мира по бразильскому джиу-джитсу (2013). Чемпион Европы по боевому самбо (2004), серебряный призёр чемпионата мира (2004; звание МСМК по боевому самбо). Чемпион России по профессиональному панкратиону (2008). Мастер спорта по самбо.

## Биография
Сергей родился 11 ноября 1975 г. в Ленинграде. Отец — Никитин Юрий Сергеевич, место рождения — г. Ленинград, д.р. 12.08.1941 г. — д.с. 12.08.2008 г.
Мать — Никитина Нина Васильевна, место рождения — г. Томск, д.р. 30.12.1942 г. Окончила институт ЛИТМО, инженер.

## Образование
1981—1990 гг. — средняя школа № 77 Петроградского района г. Санкт-Петербурга.
1990—1995 гг. — Индустриально-педагогический колледж (техник-технолог обработки металлов).
1997—2002 гг. — Санкт-Петербургский Гуманитарный Университет Культуры и Искусств (режиссёр массовых праздников).

## Опыт Работы
Кроме того, начиная с 1981 года, занятия спортом, борьбой самбо, присвоено звание Мастер спорта России2002 — 2006 гг. — охранник-телохранитель.
2006 г. — по наст.время — тренер по спортивно-боевому самбо.
С 2014 года по настоящее время помимо основной работы дополнительными видами деятельности являются: организация спортивных турниров по ММА и боевому самбо, а также режиссура и написание сценариев документальных фильмов, телевизионных спортивных реалити-шоу и различного контента для спортивных телевизионных каналов.
За время тренерской деятельности воспитал ряд чемпионов:
Юлия Березикова — Победительница различных международных турниров по ММА
Марат Балаев — Двукратный чемпион организации ACB (Сергей Никитин выступил не только тренером, а также менеджером данного бойца и как режиссёр снял ряд телевизионных, интернет медиапроектов в том числе документальный фильм об этом бойце «Бой жизни»)
Анна Руденко — Чемпионка мира по MMA организации GFC,чемпионка России по Панкратиону
Никита Северов — Победитель супер кубка мира по боевому самбо и множества международных турниров.
С 2023 полностью перешел на режиссёрскую деятельность. .

## Семья
Жена — Никитина Полина Владимировна, 1993 года рождения. Сын — Никитин Александр Сергеевич, 2010 года рождения.
Дочки — Никитина Есения Сергеевна 2019 года рождения и Никитина Анисья Сергеевна 2020 года рождения

## Регалии
- 2004 год — Чемпион Европы по боевому самбо, Серебряный Призёр Чемпионата мира (звание МСПК по боевому самбо).
- 2008 год — Чемпион России по профессиональному панкратиону.
- 2013 год — Чемпион Мира по Бразильскому джиу-джитсу.
- 2023 год — Был присвоен чёрный пояс по Бразильскому джиу-джитсу тренером Brazilian Top Team USA Джулиано Прадо

В 2015 году вышел документальный фильм о Сергее Никитине «История тренера» «История тренера».

## Режиссёр фильмов
- «„Наследие тренера“ (2016)». Фильм про Анатолия Рахлина тренера В. В. Путина
- «„Страна борцов“ (2015)»
- «„Бой жизни“ (2016)»
- «„Самбо 80“ (2018)»